# Hautapu (rivière)
La rivière Hautapu (anglais : Hautapu River) est un cours d’eau du district de Rangitikei, dans la région de Manawatu-Wanganui dans l’Île du Nord de la Nouvelle-Zélande et un affluent du fleuve Rangitikei.

## Géographie
Son origine provient du marécage de «Ngamatea Swamp» dans la zone d’entraînement de la New Zealand Army près de la ville de Waiouru. De là, elle s’écoule vers le sud à travers les terrains des fermes privées et dans certaines zones, elle est parallèle à la route nationale 1 sur plusieurs kilomètres avant de se jeter dans le fleuve Rangitikei au sud de Taihape.

## Hydrologie
Son régime hydrologique est dit pluvial océanique.

## Aménagements et écologie

### Pèche
La rivière Hautapu est bien considérée pour la pêche à la truite. Dans les mois d’été, on peut prendre des truites brunes de bonne taille, qui sont attrapées avec la technique de la mouche ou de la nymphe.